# Pestá
Pestá (Pesta) är en ort i Grekland.   Den ligger i prefekturen Nomós Ioannínon och regionen Epirus, i den centrala delen av landet, 290 km nordväst om huvudstaden Aten. Pestá ligger 736 meter över havet och antalet invånare är 193.
Terrängen runt Pestá är kuperad åt nordväst, men åt sydost är den bergig. Runt Pestá är det glesbefolkat, med 20 invånare per kvadratkilometer. Närmaste större samhälle är Anatolí, 19,9 km norr om Pestá. I omgivningarna runt Pestá växer i huvudsak blandskog.